# Scotty Pippen Jr.

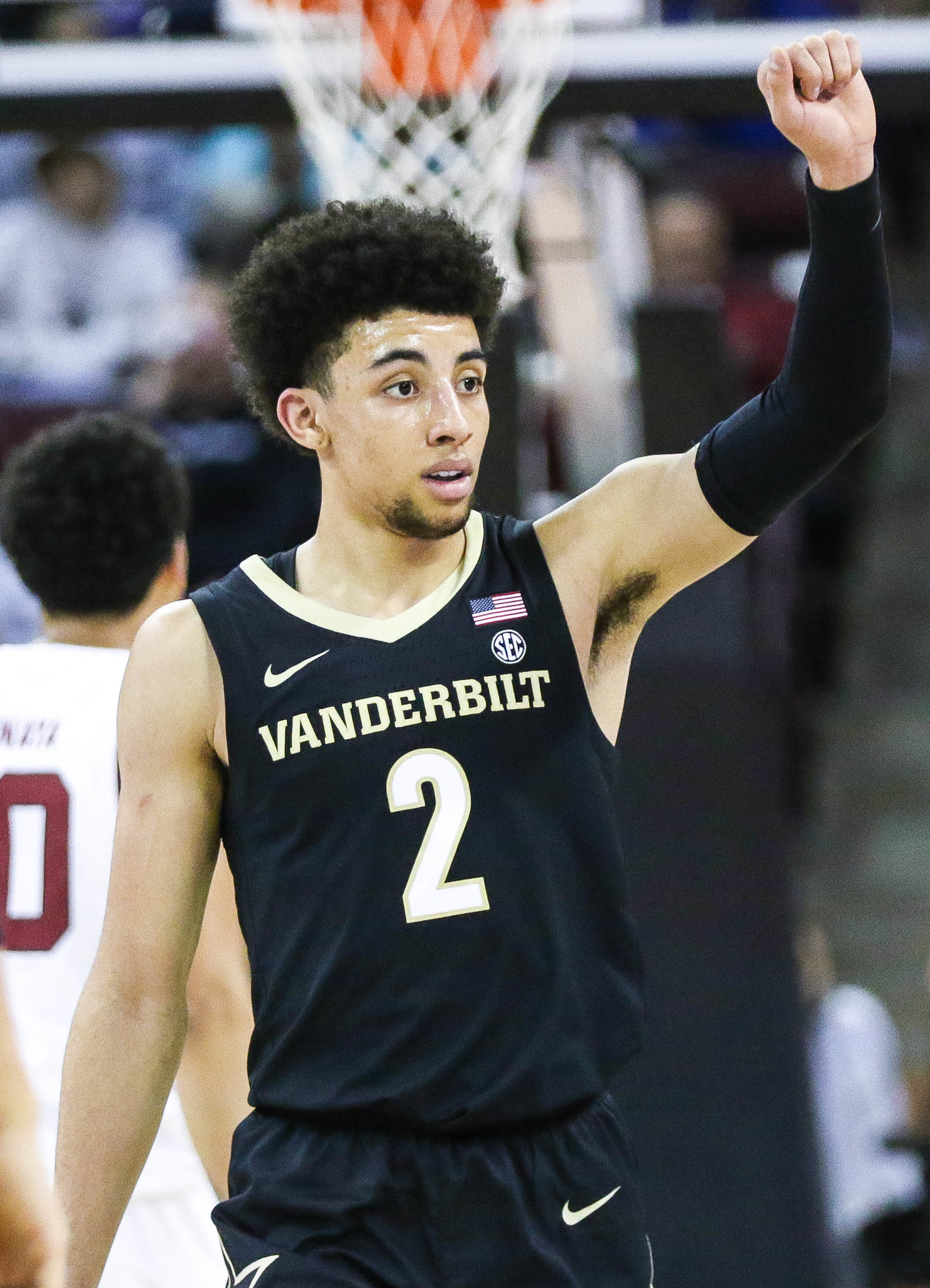
Scotty Pippen Jr., 2020.

Scotty Maurice Pippen Jr., född 10 november 2000 i Portland i Oregon, är en amerikansk professionell basketspelare (PG) som spelar för Memphis Grizzlies i National Basketball Association (NBA). Han har tidigare spelat för Los Angeles Lakers.
Pippen blev aldrig NBA-draftad.
Innan han blev proffs studerade Pippen vid Vanderbilt University och spelade för deras idrottsförening Vanderbilt Commodores.
Han är son till Scottie Pippen.